# Copris siamensis
Copris siamensis là một loài bọ cánh cứng trong họ Bọ hung (Scarabaeidae).